# The Iron Duke
Pour plus de détails, voir Fiche technique et Distribution.
The Iron Duke est un film britannique réalisé par Victor Saville, sorti en 1934.

## Fiche technique
- Titre : The Iron Duke
- Réalisation : Victor Saville
- Scénario : Bess Meredyth et H. M. Harwood
- Photographie : Curt Courant
- Montage : Ian Dalrymple
- Pays de production : Royaume-Uni
- Format : Noir et blanc - 1,37:1 - Mono
- Genre : biographie
- Durée : 88 minutes
- Date de sortie : 1934

## Distribution
- George Arliss : Arthur Wellesley (1er duc de Wellington)
- Gladys Cooper : Marie-Thérèse de France
- Ellaline Terriss : Catherine Wellesley, duchesse de Wellington
- A. E. Matthews (en) : Lord Hill
- Allan Aynesworth (en) : Louis XVIII
- Emlyn Williams : Bates
- Lesley Wareing (en) : Lady Frances Webster
- Edmund Willard (en) : Michel Ney
- Peter Gawthorne (en) : Duc de Richmond
- Felix Aylmer : Henry William Paget
- Norma Varden : Charlotte Lennox (duchesse de Richmond) (en)
- Walter Sondes : Wedderburn Webster
- Campbell Gullan (en) : D'Artois
- Franklin Dyall : Gebhard Leberecht von Blücher
- Gyles Isham (en) : Alexandre Ier (empereur de Russie)
- Gibb McLaughlin (en) : Charles-Maurice de Talleyrand-Périgord
- Frederick Leister : Frédéric-Guillaume III
- Gerald Lawrence (en) : Robert Stewart (vicomte Castlereagh)
- Farren Soutar (en) : Klemens Wenzel von Metternich
- Norman Shelley : Charles André Pozzo di Borgo
- Peter Gawthorne (en) : Charles Lennox (4e duc de Richmond)
- G. H. Mulcaster
- Ernest Jay